# Wendat
Huron (Houandate, Wendat, Ouendat; izgovor hjuron; vajandot) je plemenska konfederacija jezične porodice Iroquoian koja je u ranom 17. stoljeću obitavala između jezera Simcoe i Georgian Baya u Ontariju. Savez je tada imao oko 20,000 pripadnika. Pripadali su Istočno-šumskom kulturnom području a živjeli su u naseljima opasanim palisadama i uzgajali duhan.
Kada je 1615. Samuel Champlain (izg. Šamplen) oni su bili u ratu s Irokezima. Beskrajan rat između dva srodna naroda kulminira 1648., kada Irokezi, naoružani nizozemskim oružjem, napadaju Huroniu [Hjuroniju] i 1649. razaraju hjuronski savez. Otac Jean de Brébeuf, utemeljitelj 1626. rimokatoličke misije među Hjuronima i jezuitski misionari pobijeni su od Irokeza. Preživjeli Hjuroni su se razbježali u svim smjerovima – na jugozapad Duhanskom narodu, na jug Neutralnom narodu, na jugoistok Erie Indijancima i na sjeveroistok Francuzima kod Quebeca. Podivljali Irokezi su hvatali Hjurone gdje god su stigli. Zbog pomaganja Huronima Irokezi 1649. napadaju Duhanske Indijance i 1650. Neutralce i na koncu 1656. gotovo uništavaju Erie. 
Hjuronima izbjegnutima u Quebec dan je maleni rezervat u Lorette gdje još žive pod imenom Huron. Dio Hurona, uglavnom Attignawantani ili Medvjeđi narod, sklanjaju se kod Duhanskog naroda i odseljavaju prvo u Michigan, pa u Wisconsin i Illinois i 1750. u Sandusky, Ohio, kod Detroita. Ovi ohajski Indijanci postaju poznati kao Wyandot, po plemenskom imenu Wendat. Wyandoti sudjeluju u Američkoj Revoluciji i Ratu od 1812. oba puta na strani Britanaca protiv Amerikanaca. Godine 1842. Wyandoti odlaze u Wyandotte co. u Kansas. Godine 1867. odlaze u sjeveroistočnu Oklahomu gdje žive kao 'citizens' (građani). Kao pleme ne žive od 1959. Godine 1990. 2,500 Wyandota živi u Sjedinjenim Državama i 1,500 Hjurona u Kanadi.

## Ime
Hjuroni su sami sebe nazivali Wendat, od čega je nastalo Wyandot, Wyandotte i Guyandot ili Guyandotte.  Swanton smatra da je značenje te riječi 'islanders' ili "dwellers on a peninsula", prema već njihovoj lokaciji između jezera Simcoe i Georgian Baya. Ime Huron došlo je od francuskog 'hure' u značenju 'rough hair' /huré = bristly/ u aluziji na kosu, što bi rekli 'nepočešljan' /'unkempt'/, Hodge kaže i 'bristly savage'. Ime je došlo svakako po njihovom stilu frizure koja je stršila u zrak. Delaware su ih nazivali Telamatenon  "coming out of a mountain or cave", i Onondage Thastchetci'.

## Plemena saveza
Hjuroni su bili savez od četiri plemena nastao negdje 1400. ulaskom u savez tek dva plemena, to su bili Attignawantan i Attigneenongnahac. Negdje nakon formiranja irokeške lige Laurentian Irokezi u području rijeke Saint Lawrencea između Montreala i Quebeca potisnuti su na zapad, dva njihova plemena Arendahronon (1560.) i Tahontaenrat (1570.) ulaze u hjuronski savez. Medvjeđi narod (Bear People) dominirao je savezom kao najjači. Središte njihovog plemenskog saveza bilo je selo Ossossane. Svako pleme saveza imalo je svoje predstavnike u vijeću. Lokalne stvari plemena, kao i u Irokeza, ticale su se samo dotičnog plemena, toga radi ovi savezi i nazivali su se 'labavim savezima', odnosno konfederacijama. Posljednji su se kao peto pleme saveza priključili Indijanci Ataronchronon ili Bog People. 
- 1. Arendahronon (Rock People)
- 2. Attignawantan (Attignaouentan, Attignousntan) (Bear People; People of the Bear)
- 3. Attigneenongnahac (Attiguenongha) (Cord People; People of the Cord)
- 4. Tahontaenrat (Scanonaerat, Scahentoarrhonon) (Deer People; People of the Deer).

Kao peti priključili su se naknadno
- Ataronchronon.

## Sela
Andiata,
Angoutenc, 
Anonatea,
Arendaonatia,
Arente,
Arontaen,
Brownstown, 
Cahiague, 
Carhagouha,
Carmaron,
Cranetown (2 sela),
Ekhiondatsaan,
Endarahy,
Iaenhouton,
Ihonatiria (St Joseph II), 
Jeune Lorette, 
Junqusindundeh (?),
St Denys,
Junundat,
Khioetoa,
Karenhassa,
Khinonascarant (3 tzv. tri mala sela),
Lorette, 
Ouenrio,
Onentisati,
Ossossane,
Sandusky,
Ste Agnes, 
Ste Anne, 
St Antoine,
Ste Barbe, 
Ste Catherine,
Ste Cécile, 
St Charles (2 sela),
St Etienne,
St Francois Xavier,
St Genevieve,
St Joachim,
St.Louis,
St Martin,
Ste Marie (2 sela),
Ste Térése,
Scanonaenrat,
Taenhatentaron (St Ignace I, II), 
Teanaustayaé (St Joseph I), 
Teandewiata,
Touaguainchain (Ste Madeleine),
Tondakhra.

## Povijest
Odvajkada su Irokezi i Hjuroni bili neprijatelji. Još mnogo prije dolaska francuskih istraživača na obale rijeke Saint Lawrence, ratničke grupe Hjurona krstarile su šumama između Kanade i današnjeg Njujorka napadajući plemena koja su pripadala savezu Irokeza. A Irokezi su, u znak odmazde, slali svoje ratnike koji su bez milosti uništavali Hjurone.

Godine 1615. četiri misionara stigla su iz Francuske u Ameriku. Svoju prvu misiju podigli su kraj utvrđenog naselja Quebec koje je na rijeci Saint Lawrence osnovao francuski istraživač Samuel de Champlain (Samiel de Šamplen). Svaki od njih dobio je oblast u kojoj će se baviti misionarskim radom. Joseph le Caronu (Žozef le Karon) određena je zemlja Hjurona.
Le Caron je bio prvi bijeli čovjek koji je ugledao ogromno vodeno prostranstvo Hjuronskog jezera. Njegove prve godine među Hjuronima nisu bile lake. Vračevi su mu se suprotstavljali, ali tokom godina stekao je povjerenje Indijanaca i oni su mu sagradili kuću blizu jezera.
Naselja Hjurona kao i Irokeza bila su utvrđena ogradom od kolja. S unutrašnje strane ograde bile su podignute šetnice s kojih se moglo braniti od neprijatelja, izbacujući strijele na napadače. Hjuroni su živjeli u stalnom strahu, kako su se bojali stvarnih neprijatelja, tako i onih iz svijeta duhova. Svako selo imalo je šamana koji su, vjerovalo se, mogli održavati kontakt s njima. Kada su Francuzi došli u Kanadu, Hjuroni su u njima vidjeli moćnog saveznika. Dozvolili su im da u njihovim naseljima podignu misije. Zauzvrat Francuzi im pristadoše pomoći u borbi protiv Irokeza. Dobivši puške, Hjuroni počeše bahato upadati među Irokeze i pokazivati im svoje novo oružje. Išlo je Hjuronima dobro u razmetanju sve do 1636., a zatim dolazi eksplozija boginja. Čitava sela pretvorila su se u groblja. 
Ali i Irokezi su našli saveznike. Nizozemce koji nastojaše svim silama da šire svoj utjecaj. Osnovaše Novi Amsterdam ( New Amsterdam) koji će zasjati kao New York. 
Hjuroni oslabiše od boginja. Nisu imali čime da trguju, polja su im ostala zarasla i neobrađena. Postali su ovisni o milosti Francuza-misionara. U srpnju 1648. 250 najboljih hjuronskih ratnika odlazi kanuom trgovati kožama u Quebec. Nisu otišli neprimjetno. Opazili su ih Irokezi i shvativši da su sela nezaštićena napali su glavno naselje Teanaustayaé (St Joseph I). U selu su ostale žene, djeca i starci. Irokezi su zapalili selo i iz sela odveli 700 zarobljenika. Odmah nešto kasnije (1649.) 1,000 Irokeza napalo je sela Taenhatentaron (St Ignace) i St Louis. Hjuroni su se razbježali tražeći spas gdje stignu. Tokom te zime mnogi su pomrli od gladi. Uz pomoć misionara sagradili su novi 'grad' na otoku Ahoendoe u jezeru Huron. Prvih dana 1650. na otok je prebačeno 6,000 Indijanaca nalik na skelete. Bilo je nemoguće prehraniti toliki puk, pa ih je dnevno umiralo na stotine. Do proljeća ih preživi 3,000. Otuda Huroni tada počinju napuštati otok ali su mnogi stradali od Irokeza ili iscrpljenosti. Na otoku je ostalo 300 ljudi, kanuom su u sedmom mjesecu 1650. otplovili niz rijeku Ottawa da bi iznova mogli početi živjeti. 
Hjuroni su oduvijek bili prijatelji Francuzima, oni su našli zaklon kod njih u Loretevilleu, kod Quebeca gdje i danas žive pod imenom Huron.

## Kultura
Duga kuća
Hjuroni su bili sjedilačka plemena lovaca, ratara i ribara koji su živjeli po selima sastavljenih od 'dugih kuća' (long houses) nalik onima od Irokeza i zaštićenih palisadama. Hjuronski 'long house' bio je dug 150-180 stopa (45-55 metara), učinjen od drvenog kostura i prekriven korom drveta. Najduža 'duga kuća' ikad pronađena, piše Katy (Kathryn) Fisher, bila je pronađena u New Yorku, dužine 125 metara. Sva velika hjuronska sela, bilo ih je i preko 1,000 stanovnika, imala su tokom mira vlastite 'kapetane' (captains) i jurisdikciju za vrijeme rata. 
Privreda
U vremenu mira Hjuroni su se bavili uobičajenim poslovima lova i ribolova. Kukuruz i grah bile su im glavne kulture namijenjene prehrani, nadalje 'squash' i duhan. Po prilici svakih dvadeset godina selo bi mijenjalo lokaciju.
Socijalna organizacija
Socijalna organizacija počinje s 'proširenom obitelji' i matrilinearnim klanskim sistemom čiji su klanovi grupirani u tri fratrije. Originalna imena klanova nažalost su izgubljena. Od 1750. pleme Wyandot ima 10 klanova u tri grupe: Turtle (Big Turtle, Hawk, Prairie Turtle, Small Turtle, Prairie Turtle); fratrija Deer (Bear, Beaver, Deer, Porcupine, Snake); i Wolf (jedan istoimeni klan). Wyandotima upravlja vijeće sastavljeno od poglavica iz svih klanova, njih biraju muški članovi svakog materinskog klana. Jedan član vijeća izabire se za vrhovnog poglavicu, on je po običaju ‘Bear’ ili ‘Deer’.
Običaji
Hjuroni su poput Irokeza, nekih plemena Siouan Indijanaca te Muskogee vršili skalpiranja u širim razmjerima. Po vjeri oni su mnogobošci u čijem panteonu se ističu Kitchikewana koji je imao perjanicu od pera tisuće ptica i ogrtač od šest stotina dabrovih koža. Veoma je poznat Oki (Okhi, Oky) koji se prijeteće obraća svijetu; Juskeha je isti bog kojega Irokezi zovu Taronhiawagon. Svoje mrtve Hjuroni su pokapali ili stavljali na skele, ovisno o vrsti smrti. Svakih deset do dvanaest godina priređivali su velike žalobne svečanosti, i u međuvremenu sakupili kosti svih koji su za to vrijeme pomrli. Ove kosti bi očistili pa ih zakapali u velike zajedničke grobnice. Ovih je običaja bilo i kod Irokeza i većine plemena istočno od Mississippija.

## Huron i Wyandot Indijanci danas
Populacija svih Huronskih plemena (1535.), znači Neutralaca, Tionontata, Wenrohronona i Hurona, osim Eriea, iznosila je između 30,000 i 45,000.  Broj pripadnika hjuronske konfederacije 1615. varirao je između 20,000 i 30,000 u kojih 16 do 25 sela. Epidemijama i ratovima 1640. broj im je spao na manje od 10,000.  Nakon raspada Hurona, odnosno događaja na otoku Ahoendoe (1650.), svega 300 ih je otišlo za Quebec. U Quebecu ih 2000. živi 3,000. Huroni Tahontaenrat koje su porazili Seneca Irokezi i Neutralce, među koje su izbjegli, dijelom su se priključili Attignawantanima na Green Bayu, a dio je adoptiran od Seneca. Medvjeđi Narod se sklonio među Duhanske Indijance. Tisuću Attignawantana i Tionontata izbjeglo je na Green Bay, oni si 1656. ušli u konfederaciju poznatu kao Wyandot, i pod tim imenom danas žive u Kansasu i Oklahomi. Godine 2000. u Oklahomi živi 3,600 Wyandota i 400 u Kansasu.

## Vanjske poveznice
- The Jesuit Relations and Allied Documents  Arhivirana inačica izvorne stranice od 3. listopada 2015. (Wayback Machine)
- Huron History  Arhivirana inačica izvorne stranice od 11. srpnja 2010. (Wayback Machine)
- Wendake - Village-des-Hurons
- Huron[neaktivna poveznica]
- Craigleith And The Birth Of The Historic Wyandot Tribe  Arhivirana inačica izvorne stranice od 8. veljače 2006. (Wayback Machine)